# Mocho-barrado
Mocho-pigmeu-barrado ou mocho-barrado (Glaucidium capense) é uma espécie de ave da família Strigidae. Pode ser encontrado na África do Sul, Angola, Botsuana, República Democrática do Congo, Maláui, Moçambique, Namíbia, Quênia, Somália, Suazilândia, Tanzânia, Uganda, Zâmbia e Zimbábue.